# Abbaye de Caldey
L’abbaye de Caldey (en gallois ‘Abaty Ynys Bŷr’) est un monastère de moines cisterciens-trappistes sis sur l’île de Caldey, au sud du Pays de Galles, en Grande-Bretagne. Fondé par des moines celtes au VIe siècle et supprimé par Henri VIII, il est reconstruit et rétabli au début du XXe siècle par des religieux anglicans adoptant la règle de saint Benoît. Passant ensemble au catholicisme en 1913 ils demandent en 1926 leur affiliation à l’ordre trappiste. Des moines de Scourmont (Belgique) leur sont envoyés pour faciliter leur intégration dans l’ordre religieux. L’abbaye est vivante et compte une douzaine de moines.

## Histoire

### Première abbaye
Un monastère de moines celtes est fondé sur l’île de Caldey, au large de Tenby (Pays de Galles), au VIe siècle. Pyro en fut un des premiers abbés. Un de ses disciples, Samson (c485-565), lui succède comme abbé et deviendra plus tard évêque de Dol, en Bretagne. Il est considéré comme saint.
On sait que, en 1136, le monastère est devenu abbaye bénédictine et le reste jusqu’à sa dissolution en 1536, lorsque Henri VIII décréta la suppression des ordres religieux et confisqua leurs biens.

### Époque contemporaine
En 1900 William Done Bushell offre l’île à Dom Aelred Carlyle qui cherche à fonder, au sein de l’Église anglicane, une abbaye de moines bénédictins. Le projet est soutenu par Lord Halifax, très engagé dans les premières conversations œcuméniques (non-officielles) entre personnalités anglicanes et catholiques.
Six ans plus tard, en 1906, une communauté bénédictine anglicane rétablit à Caldey, après trois siècles et demi, le chant de l’office divin. De 1906 à 1910 ils édifient la nouvelle abbaye. En 1910 l’église abbatiale est achevée.
En 1913 l’ensemble de la communauté décide de passer au catholicisme. Donald Attwater y fait un séjour après la guerre. Rencontrant de graves difficultés financières les moines quittent Caldey en 1925 et fondent l’abbaye de Prinknash (1928). Des moines trappistes de l’abbaye de Scourmont (Belgique) sont envoyés à Caldey en 1928 et y relèvent la vie monastique. En 1940 le monastère est reconstruit, ayant été gravement endommagé dans un incendie.
Prieuré depuis le 6 janvier 1934 la communauté reçoit à nouveau le statut d’abbaye le 15 septembre 1959. Le nombre de vocations monastiques augmente à partir de 1948 et l’abbaye - qui est propriétaire de l’île de Caldey - est financièrement autosuffisante. Suivant la règle de saint Benoît et la tradition monastique d'Ora et labora' les moines vivent de leur travail: ils produisent des parfums, du chocolat et des biscuits (des 'shortbread' de tradition régionale). Le tourisme est également source de revenu.

## Abus sexuels sur mineurs
Entre la fin des années 1960 et 1992, année de son décès, un prêtre moine de l'abbaye, Thaddeus Kotik, a agressé sexuellement et violé plusieurs dizaines d'enfants, garçons et filles, de passage sur l'île. Les faits étaient connus des autres moines, y compris de leur supérieur, Robert O'Brien, qui ne les a pas dénoncés à la justice. L'abbaye de Caldey a reconnu sa responsabilité et indemnisé six victimes en 2017,,,.

## Personnalité
- John W. Gran (1920-2008), moine de Caldey, fut évêque d'Oslo de 1964 à 1983.

## Prieurs et abbés
- 1928-1930 : André Garcette, supérieur
- 1930-1942 : Aelred Lefèvre, supérieur puis prieur
- 1942-1946 : Jérome Robert, supérieur ad nutum.
- 1946-1954 : Albert Derzelle, prieur
- 1955-1959 : Eugene Boylan, supérieur ad nutum
- 1959-1980 : Samson (James) Wickstead, abbé
- 1980-1984 : Robert O'Brien, supérieur ad nutum
- 1984-1997 : Robert O'Brien, abbé
- 1999- : Daniel van Santvoort, abbé
- 2023 : Jan Rossey